# Susanne Winter
Susanne Winter (* 23. Juli 1957 in Graz) ist eine österreichische Politikerin und ehemalige Nationalratsabgeordnete. Bis zu ihrem Ausschluss im November 2015 war sie Mitglied der Freiheitlichen Partei Österreichs.

## Beruflicher Werdegang
Susanne Winter maturierte im Mai 1976 im Wirtschaftskundlichen Bundesrealgymnasium Graz. Von 1976 bis 1979 studierte sie Medizin in Graz und ab 1980 bis zu ihrem Abschluss (Dr. iur.) 1985 Rechtswissenschaften an der Karl-Franzens-Universität Graz. Von 1986 bis 1987 war sie Rechtsberaterin der Mayr-Melnhof Karton AG und von 1987 bis 1988 im Interventionsreferat der Wirtschaftskammer Steiermark tätig. Dann folgten zwei Jahre Karenz. Seit 1990 ist sie in der Zahnarztpraxis ihres Mannes tätig, wo sie die Leitung und Organisation der Praxis innehat.

## Politische Karriere
Susanne Winter trat 1997 in die FPÖ ein und wurde im Folgejahr zur Obfrau der Partei im Grazer Bezirk Straßgang.
Zwischen 1998 und 2001 wirkte sie in Straßgang als Bezirksvorsteherstellvertreterin, 2007 wurde sie zur Stadtparteiobfrau der FPÖ in Graz und Spitzenkandidatin für die Grazer Gemeinderatswahl 2008 gewählt, bei der die FPÖ, die 2003 von 26,78 Prozent Stimmenanteil auf 7,98 Prozent zurückgefallen war, einen Stimmenzuwachs und den Einzug in die Stadtregierung anstrebte. Letztendlich erhielt ihre Partei 3,11 Prozentpunkte mehr Wählerstimmen und lag damit bei 11,09 Prozent.
Im März 2008 wurde Susanne Winter Grazer Stadträtin. Am 20. Juni trat Winter als Grazer FPÖ-Klubobfrau zurück, behielt jedoch den Stadtratssitz.
Vom 28. Oktober 2008 bis 2. November 2015 war Susanne Winter Abgeordnete der FPÖ zum Nationalrat. Nach ihrem Ausschluss aus der FPÖ übt sie seither ihr Mandat als Parteilose aus.
Winter zog sich im Juni 2009 aus der Grazer Stadtregierung zurück; sie verzichtete auf eine weitere Kandidatur.
Als Nationalratsabgeordnete war sie 2015 Umweltsprecherin der FPÖ. In dieser Funktion bezeichnete sie den Klimawandel als „Lügengebäude“ und „ideologische Pseudowissenschaft“. Dafür wurde sie von der GWUP für den Negativpreis „Das Goldene Brett“ 2015 nominiert.
Im Oktober 2015 wurde Winter kritisiert, nachdem sie auf ihrer Facebookseite ein antisemitisches Posting, laut dem die „zionistischen Geldjuden“ schuld an der Flüchtlingskrise wären, mit den Worten „schön, dass Sie mir die Worte aus dem Mund nehmen ;-)“, gelobt hatte. Aufgrund dieses Kommentars wurde sie am 2. November 2015 aus der FPÖ ausgeschlossen.
2016 wurde Winter Mitglied der rechtsextremen europäischen Partei Allianz für Frieden und Freiheit, der unter anderen die Nationaldemokratische Partei Deutschlands und die griechische Goldene Morgenröte angehören.
Im März 2016 sprach Susanne Winter bei einer Demonstration der rechtsextremen Partei des Volkes und kündigte an, nicht wählen zu gehen, da dies lediglich „das System“ unterstütze. In einem Interview zum Thema der anstehenden Stichwahl am 4. Dezember 2016 um das Amt des österreichischen Bundespräsidenten meinte sie, sie „müsse eigentlich Van der Bellen wählen“. Zudem lobte sie Bundeskanzler Christian Kern (SPÖ) und bezeichnete ihn als „nachhaltigen Politiker“.

## Kontroverse Äußerungen
Im Zentrum des Wahlkampfes Winters für die Gemeinderatswahl 2008 in Graz standen offen polarisierende Attacken gegen Bettler und Migranten sowie die Diskriminierung des Islams. Zur Mobilisierung ihrer Anhänger hatte die Grazer FPÖ im Vorfeld des Wahlkampfes zu einer Vortrags- und Diskussionsveranstaltung eingeladen, an der neben Winter und dem FPÖ-Abgeordneten zum Europäischen Parlament Andreas Mölzer auch Filip Dewinter (Fraktionsvorsitzender des Vlaams Belang) und Markus Beisicht (pro Köln) teilnahmen. Thema des Treffens im Haus der Akademischen Sängerschaft Gothia war Der „rechte“ Weg für Europas Städte.
Der anlässlich dieser Wahl erstmals eingesetzte Menschenrechtsbeirat der Stadt Graz verurteilte den Wahlkampf der FPÖ deutlich: „Islamophobie und Ausländerfeindlichkeit („MultiKultiWahn“) bildeten zentrale Elemente des Wahlkampfes der FPÖ.“
Für einen politischen Eklat – und damit verbunden erste mediale Aufmerksamkeit auf Grund rassistischer Aussagen – hatte Winter mit einem Interview für die Wochenzeitung Falter im November 2007 gesorgt. Sie hatte einem schwarzen Gesprächspartner entgegengehalten, er sei aus einem Lokal geworfen worden, weil „etwas in seinen Genen“ sei, wodurch er „automatisch zu wenig Selbstbewusstsein und zu viel Hoheitsdenken der anderen Hautfarbe gegenüber“ habe. Auf die Bitte, schwarze Menschen nicht als „Neger“ zu bezeichnen, weil dies diskriminierend und beleidigend sei, erwiderte Winter, dies sei ihre persönliche Empfindung und sie wolle sich „nicht der political correctness unterwerfen“.
Im selben Interview wurde Winter auch auf ihre Beiträge in der Zeitschrift Phönix angesprochen, einem Blatt des gemäß dem Verbotsgesetz wegen Holocaustleugnung verurteilten Walter Ochensberger. Dort hatte sie unter anderem einen Artikel über die Dornfingerspinne mit dem Titel Gefährliche Einwanderer veröffentlicht, der mit einem Bild mit betenden Muslimen illustriert war. Auf die Frage, ob es nicht notwendig sei, zu jemand nach dem Verbotsgesetz Verurteilten Abstand zu halten, erwiderte sie: „Mein Geschichtsbild ist Privatsache.“

## Winters Äußerungen zum Islam
Landes- und europaweite Reaktionen rief Winter mit ihrer Rede während des FPÖ-Neujahrstreffens am 13. Jänner 2008 in Unterpremstätten hervor.
„In den letzten Jahren ist ein regelrechter muslimischer Einwanderungstsunami über Graz hereingebrochen. Überall werden gegen den Willen der Bevölkerung Moscheen errichtet. Wir, liebe Freunde, als FPÖ sind die einzigen österreichweit, die diese zunehmende Islamisierung stoppen wollen. Und ich bin der Meinung, der Islam gehört dorthin zurückgeworfen, wo er hergekommen ist, nämlich jenseits des Mittelmeers (Applaus). Aber ich persönlich frage mich: Ist denn alles das, was heutzutage eine Religion genannt wird, auch wirklich eine Religion? Schauen wir uns doch nur den Propheten Mohammed an: Er ist wohl eher als Feldherr zu bezeichnen. 66 Kriege, 27 hat er selbst davon angeführt. Den Koran hat er im Rahmen von epileptischen Anfällen geschrieben. Und – etwas, das mich als Frau besonders empört und das ich immer wieder aufzeige und sage: Er als 50-Jähriger hat eine Sechsjährige, ein sechsjähriges Mädchen geheiratet. Im heutigen System ist dieser Mohammed ein Kinderschänder (Applaus).“
Gegenüber der Tageszeitung Österreich erklärte sie danach, es gebe „einen weit verbreiteten Kindesmissbrauch durch islamische Männer“.
In einer Grazer Schule soll Winter gesagt haben: „Wir sollten im Stadtpark ein Tierbordell errichten, damit die muslimischen Männer dorthin gehen können und sich nicht an den Mädchen im Stadtpark vergreifen.“ Vor Gericht rechtfertigte sich Susanne Winter am 22. Jänner 2009 damit, lediglich ihren Sohn Michael Winter verteidigt zu haben, der diese Aussage ursprünglich in der Zeitschrift Tangente des Rings Freiheitlicher Jugend gemacht hatte. Sie selbst habe sich aber inhaltlich davon distanziert. Michael Winter wurde bereits wegen der in einer Aussendung an den Grazer Bürgermeister Siegfried Nagl gerichteten Empfehlung, „als Sofortmaßnahme gegen muslimisch-türkische Vergewaltigungen eine Schafherde im Stadtpark grasen [zu] lassen“, rechtskräftig verurteilt.

### Reaktionen
Während FPÖ-Bundesparteiobmann Heinz-Christian Strache die Grazer Spitzenkandidatin seiner Partei in Schutz nahm („hat als Mutter lediglich überspitzt formuliert“), verurteilten Vertreter von SPÖ, ÖVP und Grünen bis hin zu Bundespräsident Heinz Fischer („absolut unakzeptable Aussagen gegen den Islam [...], die ich mit Entschiedenheit verurteile [...]. Das war nicht die Stimme Österreichs, das war eine Stimme, von der wir uns distanzieren“) und dem damaligen Bundeskanzler Alfred Gusenbauer („Es werde in Österreich nicht zugelassen, dass Frieden, Freiheit und Toleranz ‚mit Füßen oder auch mit Bierkrügen‘ getreten werden.“) Winters Aussagen scharf.
Auch Vertreter österreichischer Kirchen und Religionsgemeinschaften lehnten Winters Polemik ab, so etwa der Grazer Bischofsvikar Heinrich Schnuderl: „Die Ausfälligkeiten […] lassen jeglichen Respekt vor Angehörigen einer anderen Religionsgemeinschaft vermissen. Sie sind Ausdruck einer religiösen Intoleranz aus rein populistischem Kalkül.“ Auch 69 Prozent der Österreicher hielten die Aussagen Winters laut einer OGM-Umfrage für eine unzulässige Provokation, während 18 Prozent in ihnen eine zulässige Kritik sahen.
Im Internet wurde am 15. Jänner 2008 ein von mehreren muslimischen Männern erstelltes Drohvideo gegen Susanne Winter entdeckt und vom Seitenbetreiber YouTube entfernt. Mehrere Redaktionen österreichischer Medien erhielten E-Mails, in denen zur Tötung Winters aufgerufen wurde, als Sender wurde die Globale Islamische Medienfront (GIMF) angegeben. Susanne Winter erhielt daraufhin Personenschutz durch das Einsatzkommando Cobra der österreichischen Polizei, der Ende März 2008 aufgehoben wurde.
Winters Vorgehen, Konflikte künstlich zu überhöhen oder zu dramatisieren, ist beim politischen Gegner inzwischen sprichwörtlich geworden. So bezeichnet Werner Kogler von den österreichischen Grünen das Onlinespiel Moschee baba, bei dem Minarette „abgeschossen“ werden müssen und das mit den Worten endet, die Steiermark sei „voller Minarette und Moscheen“, als „Susanne-Winter-Methode“.

### Strafverfolgung
Am 14. Jänner 2008 nahm die Grazer Staatsanwaltschaft von sich aus Vorerhebungen gemäß § 283 StGB (Verhetzung) gegen Winter auf.
Ebenfalls wegen Verhetzung erstattete die Wiener evangelisch-lutherische Diözese Anzeige gegen Winter.
Die Islamische Glaubensgemeinschaft in Österreich brachte am 15. Jänner eine Strafanzeige nach § 188 StGB (Herabwürdigung und Verspottung religiöser Lehren) gegen Winter und die FPÖ ein.
Da die untersuchten Vergehen mit einer Freiheitsstrafe von bis zu zwei Jahren und damit mit dem Verlust der Wählbarkeit bedroht sind, durfte Susanne Winter laut Statut der Stadt Graz während der Dauer der Ermittlungen weder ein Gemeinderatsmandat noch das Amt der Stadträtin ausüben. Nach einer Änderung der Statuten durch den steirischen Landtag im März 2008 konnte Winter ihr Amt doch antreten.
Am 2. April 2008 stellte die Staatsanwaltschaft Graz den Strafantrag beim Landesgericht für Strafsachen in Graz, „angelastet wird ihr das Vergehen der Verhetzung, das Vergehen der Herabwürdigung religiöser Lehren“.
Winters Anwalt beantragte, den Prozess nach Wien zu verlegen, der OGH lehnte dies jedoch ab.
Nachdem Winter von der FPÖ in den Nationalrat entsandt worden war, richtete die Staatsanwaltschaft Graz am 7. November 2008 ein Ersuchen „um Zustimmung zur behördlichen Verfolgung der Abgeordneten zum Nationalrat Dr. Susanne Winter wegen des Verdachtes strafbarer Handlungen nach § 283 Abs. 2 sowie § 188 StGB“, das am 11. November dem Immunitätsausschuss zugewiesen wurde. Am 25. November 2008 wurde dem Antrag im Immunitätsausschuss stattgegeben.
Winter begrüßte daraufhin den Schritt des Nationalrates, denn „nur durch die Befassung eines unabhängigen Gerichtes könne in ihrer Angelegenheit eine Klarstellung erzielt werden. Schließlich liege ihrer Causa ganz eindeutig eine Polit-Hatz durch verwirrte, selbsternannte Gesinnungswächter zugrunde“. Außerdem betonte Winter „erneut ihre Unschuld. Es könne nicht sein, dass in einer Demokratie aufgrund der ausgesprochenen Meinung jemand vor dem Strafrichter lande“.

### Gerichtsverhandlung
Die Gerichtsverhandlung fand am 22. Jänner 2009 am Grazer Straflandesgericht statt. Winters Anwalt baute die Verteidigung vor allem in Bezugnahme auf die „Meinungsfreiheit“ auf. Winter selbst versuchte ihre Aussagen zu relativieren, etwa dass sie mit ihrer „Mittelmeer“-Aussage nur „radikale Muslime“ gemeint habe, mit der „Kinderschänder“-Aussage Missstände in der Gesellschaft aufzeigen und gegen Zwangsehen mit Kindern auftreten wollte, ohne Muslime zu beleidigen, und dass Epilepsie eine oft zitierte „Heiligenkrankheit“ sei, die sie „überhaupt nicht negativ bewerten“ wollte. Auf letzteres reagierte der Richter lediglich mit der ungläubigen Gegenfrage, ob sie ihm jetzt wirklich einreden wolle, das als „Verehrung“ gemeint zu haben. In den anderen Aussagen der Rede seien die von Winter vor Gericht geäußerten Relativierungen und Beteuerungen, niemanden beleidigen zu wollen, nicht nachvollziehbar.
Der Staatsanwalt äußerte in seinem Plädoyer zu Beginn des Prozesses, dass „mit diesem Urteil eine generalpräventive Grenze zu ziehen sei“, da es schließlich schon im folgenden Wiener Wahlkampf darum gehen werde, was man dürfe und was nicht. Bezüglich der Meinungsfreiheit stellte er fest, dass es „grundrechtsimmanente Schranken“ gebe, „nämlich dort, wo ich exzessiv ein Grundrecht ausübe, um das eines anderen zu beschneiden“.
Das Verfahren endete in einer Verurteilung zu einer Geldstrafe von 24.000 Euro und einer bedingten Freiheitsstrafe von drei Monaten wegen Verhetzung und Herabwürdigung religiöser Lehren.
Winter hielt das Urteil für „unverständlich“ und bezeichnete ihre Aussagen als „meine Wahrheit, und die ist mit Gottes Hilfe gesprochen worden“.
Auf die erstinstanzliche Verurteilung folgten Rücktrittsaufforderungen von Seiten der SPÖ und der Grünen. Politiker der FPÖ griffen die Justiz an. Strafrechtsexperten bezeichneten das Urteil als „korrekt“ und „wegweisend“.
Am 17. Juni 2009 ließ das Oberlandesgericht Graz im Berufungsurteil zwar zwei der strafgebenden Fakten fallen, wertete die beiden verbleibenden jedoch als „schlimm genug“, um das Strafausmaß zu bestätigen.
Winter kündigte an, gegen das Urteil beim EuGH Berufung einlegen zu wollen.

## Auszeichnungen
Negativpreis:
- 2015 erhielt Winter den „Black Globe Award“ von Global 2000, Greenpeace, Klimabündnis und WWF, der „die prominentesten Klimawandelleugner und Klimaschutzbremser in Österreich“ auszeichnet.[50]